# Hieracium necopinum
Hieracium necopinum es una especie de planta con flor del género Hieracium, de la familia Asteraceae, orden Asterales.

## Distribución
Hieracium necopinum se distribuye por Grecia.

## Taxonomía
Fue descrita científicamente por K. P. Buttler.